# Allégorie des Offices
L'Allégorie des Offices (en italien, Allegoria (Uffizi)) est une peinture du maître italien de la Renaissance Ridolfo del Ghirlandaio, exécutée autour de 1498. Elle est conservée dans le musée des Offices à Florence. 
L'œuvre a reçu diverses attributions, allant de Filippino Lippi à Léonard de Vinci, jusqu'à un peintre inconnu du XVe siècle, puis finalement à Ridolfo del Ghirlandaio.

## Description
La scène est située sur une colline, avec Florence en toile de fond. Elle montre un homme, dont les jambes sont liées par un serpent, et un homme âgé habillé en rouge et assis près d'un arbre. Ce dernier tient dans ses mains plusieurs éclairs. À côté de l'homme marche une petite hermine, symbole de pureté.
Le même personnage, avec le serpent sorti de sa veste et le regardant, a chuté au premier plan. Un phylactère sort de sa bouche, disant : NULLA DETERIOR PESTIS Q. FAMILIARIS INIMICUS (« Rien n'est plus dangereux qu'un ennemi de la famille ») et dirigé vers le vieil homme.
Le sujet a été diversement interprété: comme l'histoire de Laocoon, une allégorie de deux frères ennemis, ou, plus probablement, de la guerre civile qui a suivi la chute de Savonarole à Florence. La dernière version est corroborée par le fait que, dans l'art de la Renaissance, la présence d'une ville précise (Florence dans ce cas) a toujours un sens. L'homme habillé en rouge serait Dieu ou Jupiter ; dans ce dernier cas, l'homme s'approchant de lui serait le paganisme, le serpent étant un symbole du Diable le faisant trébucher plus tard.  

## Sources
- (it) Cet article est partiellement ou en totalité issu de l’article de Wikipédia en italien intitulé « Allegoria (Uffizi) » (voir la liste des auteurs).